# Batalla del llac Trasimè
La batalla del llac Trasimè es lliurà el 24 de juny de l'any 217 aC i va ser una de les batalles de la Segona Guerra Púnica, on el cònsol romà Gai Flamini va ser derrotat pel cartaginès Hanníbal Barca. Flamini va morir en el combat.

## Antecedents
La anterior batalla del Trèbia va ser un toc d'atenció per als romans, que malgrat no estar convençuts encara que existís una autèntica emergència, i per tant, no era necessari un dictador, únic magistrat capaç de dirigir legalment un exèrcit de quatre o més legions, van reclutar un contingent d'11 legions l'any 217 aC, de les que sis van ser assignades a Itàlia. Dues eren legions urbanes, establertes a Roma per a la seva defensa, i les altres quatre eren part dels dos exèrcits consulars sota el comandament de Gai Flamini i Gneu Servili Gemí, amb dues legions per cap. Després de les derrotes inicials, Flamini va posar rumb cap al sud per preparar la defensa prop de la mateixa Roma, mentre Gemini protegia la ciutat.
L'exèrcit d'Hanníbal Barca també patia problemes. A les baixes sofertes als Alps i a la vora del Trèbia s'hi afegia el descontentament dels seus aliats gals, de manera que el nombre d'efectius s'havia reduït gairebé a la meitat comparant-lo amb l'exèrcit que va sortir d'Ibèria. La major part de la infanteria estava pitjor armada i equipada que la romana i al voltant d'una tercera part dels homes eren aliats gals sense experiència. Per empitjorar encara més les coses pel cartaginès, tots els elefants menys un havien mort i el mateix Hanníbal havia perdut un ull, víctima d'una infecció al creuar les regions pantanoses del riu Arno.
Flamini es trobava prop d'Arretium (al sud-oest de Pisa), esperant a veure quina ruta prendria Hanníbal cap al sud, però el general cartaginès va avançar a marxes forçades cap a l'est i a l'esguard dels Apenins va superar la posició de Flamini. El cònsol, un soldat amb experiència però sense gaire visió estratègica, va considerar que el moviment d'Hanníbal li oferia una bona oportunitat. Mentrestant l'exèrcit de Servili Gemí avançava cap al nord des de Roma. Hanníbal semblava atrapat entre ambdues forces. Per tancar el parany, Flamini va avançar ràpidament cap al sud, amb tantes preses que ni es va molestar en enviar exploradors al seu davant.
Hanníbal va escollir un punt en el camí de Malpasso que vorejava la cara nord del llac Trasimè, un estret pas entre les muntanyes que baixaven des de l'est fins al mateix llac. Va disposar les seves tropes en els turons boscosos del nord i va enviar un petit destacament encara més al nord per encendre focs de campanya i enganyar així als romans, que van creure que l'enemic es trobava més avall del riu.

## El parany

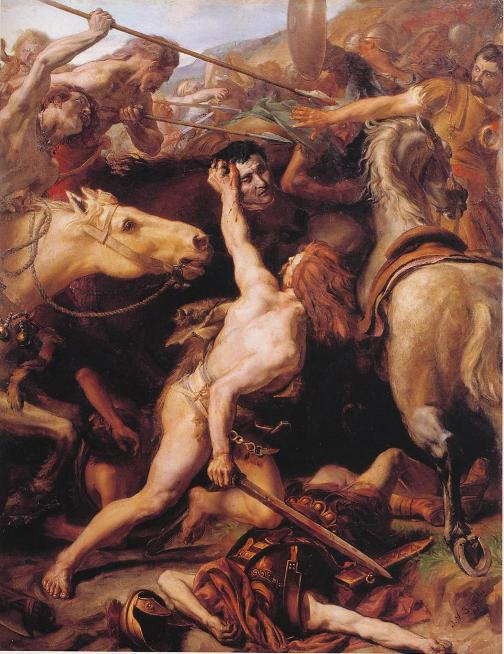
L'ínsubre Ducarios decapita Caius Flaminius Nepos durant la batalla

L'endemà al matí, el 22 de juny de 217 aC, Flamini va aixecar el campament (just al nord del llac) i va continuar amb la persecució d'Hanníbal en mig d'una intensa boira. Avançant en columnes per la vora del llac, sense cavalleria, es van endinsar directament en el parany dels cartaginesos. Les tropes d'Hanníbal els van atacar des de tots costats, bloquejant el camí pel davant i baixant des dels turons alhora que tallaven qualsevol possible escapatòria.
Els astorats romans no van poder adoptar la seva formació de batalla i es van veure dividits en tres grans blocs. La cavalleria cartaginesa va atacar el bloc més occidental i el va empènyer cap a dins del llac, deixant a la resta dels romans totalment rodejats. Al centre, on es trobava Flamini, van poder mantenir el terreny, però després de tres hores de combat contra els gals, finalment van cedir. El cos del cònsol no es va trobar mai. El bloc del davant va patir menys i un cop van ser conscients del desastre que s'havia produït al seu darrere, es van obrir camí a través de l'enemic cap al bosc.
El resultat final va ser una massacre. Hi van morir 15.000 romans, molts d'ells ofegats al llac. Un grup de sis mil romans va poder ocupar un turó però va quedar aïllat i l'endemà es van rendir a Maharbal. Els cartaginesos s'havien apoderat d'una extraordinària quantitat d'armes i armadures per millorar l'equipament de les seves tropes, i encara, el desastre romà no havia acabat.
Gemí, preparat per tancar el parany de Flamini, havia enviat tota la seva cavalleria al galop per la Via Flamínia. Els cavallers es van topar de front amb les tropes de xoc de Maharbal i van ser totalment aniquilats.

## Conseqüències
Van morir setze mil romans. Al lloc central de la batalla hi havia un rierol que encara avui dia es diu Sanguineto. La batalla la van descriure Livi i Polibi, especialment el primer. El llac és cèlebre per la victòria obtinguda per Hanníbal sobre el cònsol romà Gai Flamini el 217 aC, una de les derrotes més importants dels romans al llarg de la seva història.
Quan les notícies de la derrota van arribar al Senat Romà, l'impacte del doble desastre va ser molt dur. Roma no tenia a la seva disposició cap exèrcit efectiu i Hanníbal avançava sense oposició cap a la capital. Quint Fabi Màxim Berrugós va ser escollit dictador i va adoptar les «tàctiques fabianes» que consistien en atacar indirectament a l'enemic, evitant la confrontació directa fins que Roma pogués reconstruir les seves legions.